# Editorial Cafè Central
Cafè Central es una editorial española centrada en la publicación de poesía en lengua catalana.

## Historia
La Editorial Cafè Central fue fundada por el poeta y traductor Antoni Clapés, quien contaba ya con la experiencia profesional adquirida al frente de Edicions dels Dies; en aquel modesto sello, unido a la librería del mismo nombre, habían visto la luz textos de conocidos nombres de la literatura catalana, de estética a menudo vanguardista (Feliu Formosa, Jordi Vintró, Joaquim Sala-Sanahuja, Jordi Coca y Miquel Bauçà, entre otros).
Edicions dels Dies estuvo activa desde 1980 hasta 1986; tres años después, en 1989, Clapés fundó en Barcelona Cafè Central, concebido no únicamente como casa editora sino también como empresa cultural; la impresión y venta de plaquettes era en cierto modo inseparable de los recitales poéticos, conferencias, mesas redondas y presentaciones organizadas por la editorial. De la colaboración e incorporación al proyecto de un poeta vinculado a la Editorial Eumo, Victor Sunyol, surgió la colección Jardins de Samarcanda, editada conjuntamente por Eumo y Cafè Central.

## Colección Jardins de Samarcanda
La colección Jardins de Samarcanda, convertida con los años en una de la más emblemáticas colecciones de poesía en lengua catalana, es el principal activo de la editorial. Inscrita, según Clapés, «dentro de una poética abierta de propósitos renovadores», la colección se abrió con S'ha rebentat l'hospici (1992), de Carles Hac Mor, y desde entonces ha venido alternando las traducciones de autores clásicos y modernos (William Shakesperare, William Blake, Elizabeth Barrett Browning, Emily Dickinson, Konstantino Kavafis, Saint-John Perse, Giuseppe Ungaretti, Peter Handke, Rose Ausländer, Thomas Bernhard, Anise Koltz, Philippe Jaccottet, Nicole Brossard, Denise Desautels, Louise Dupré) con valores recientes de la lírica catalana (Margarita Ballester, Feliu Formosa, Lluís Solà, Sònia Moll, Teresa Pascual, Josep Maria Sala-Valldaura, Antònia Vicens, Carles Camps Mundó, Vicent Alonso o Ivette Nadal). En 2024 la colección había ya sobrepasado con creces el centenar de volúmenes. 

## Premio Jordi Domènech
Una singular iniciativa de la casa fue, precisamente, la creación en 2005  del Premio de Traducción de Poesía Jordi Domènech, con el que se pretende dignificar la labor del traductor y promover la difusión y el conocimiento, a través de versiones en lengua catalana de alta calidad, de la poesía universal de cualquier época e idioma. El ciclo anual de cada convocatoria finaliza, conforme a sus objetivos, con la edición bilingüe de la traducción premiada.  

## Distinciones
En  2007 Foment de les Arts i del Disseny otorgó la medalla FAD a  Cafè Central, como reconocimiento a la tarea cultural llevada a cabo por las editoriales independientes.